# 48794 Штольцова
48794 Штольцова (48794 Stolzová) — астероїд головного поясу, відкритий 5 жовтня 1997 року.
Тіссеранів параметр щодо Юпітера — 3,290.
Названо на честь чеської оперної співачки Терези Штольцової, (1834-1902).